# Pico da Rajada
3° 53′ 44,2″ S, 38° 43′ 20,8″ O

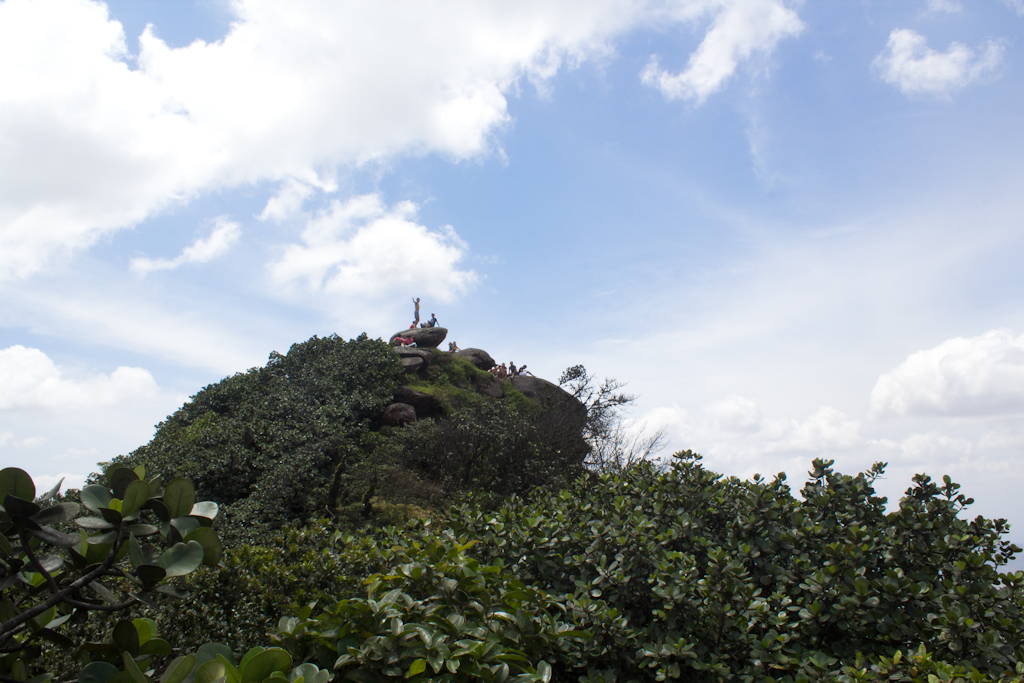
Pedra da Rajada

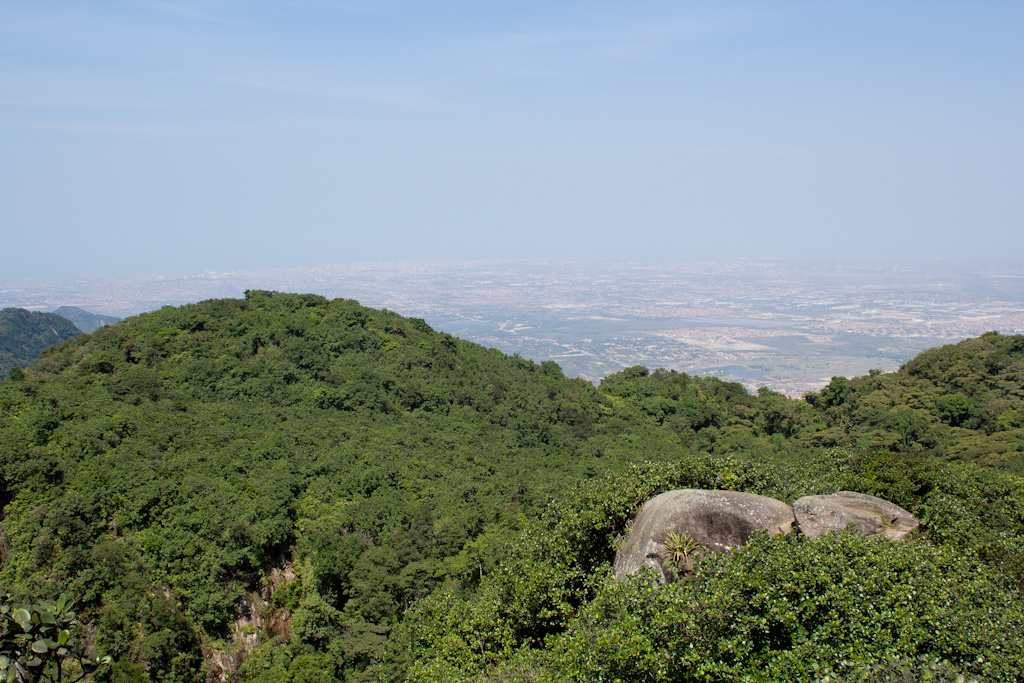
Vista nordeste a partir da Pedra da Rajada

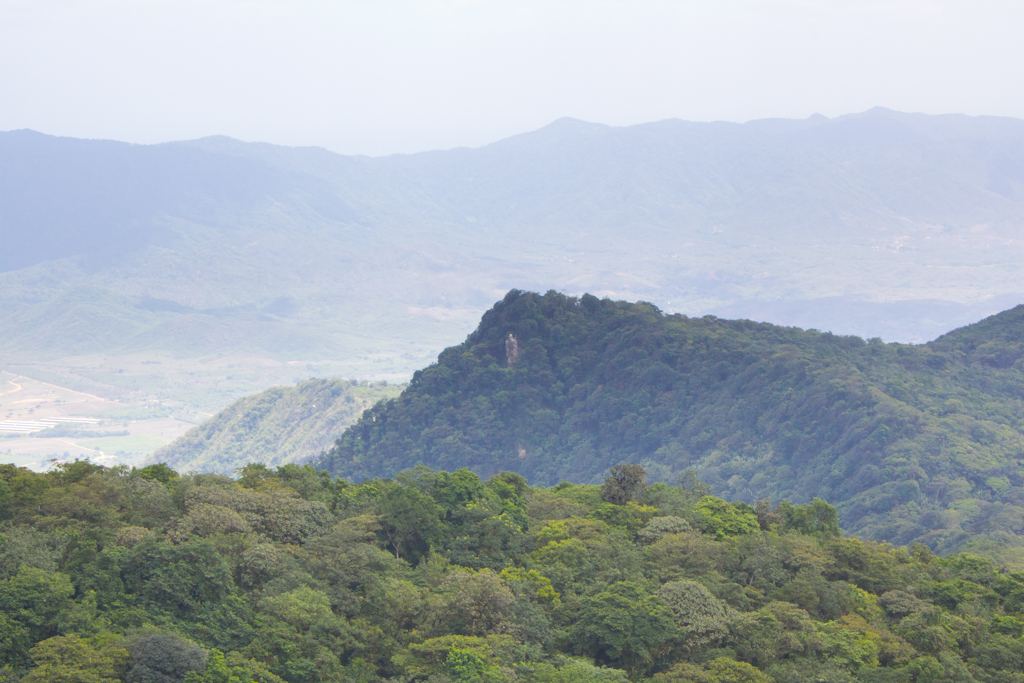
Vista sudeste a partir da Pedra da Rajada

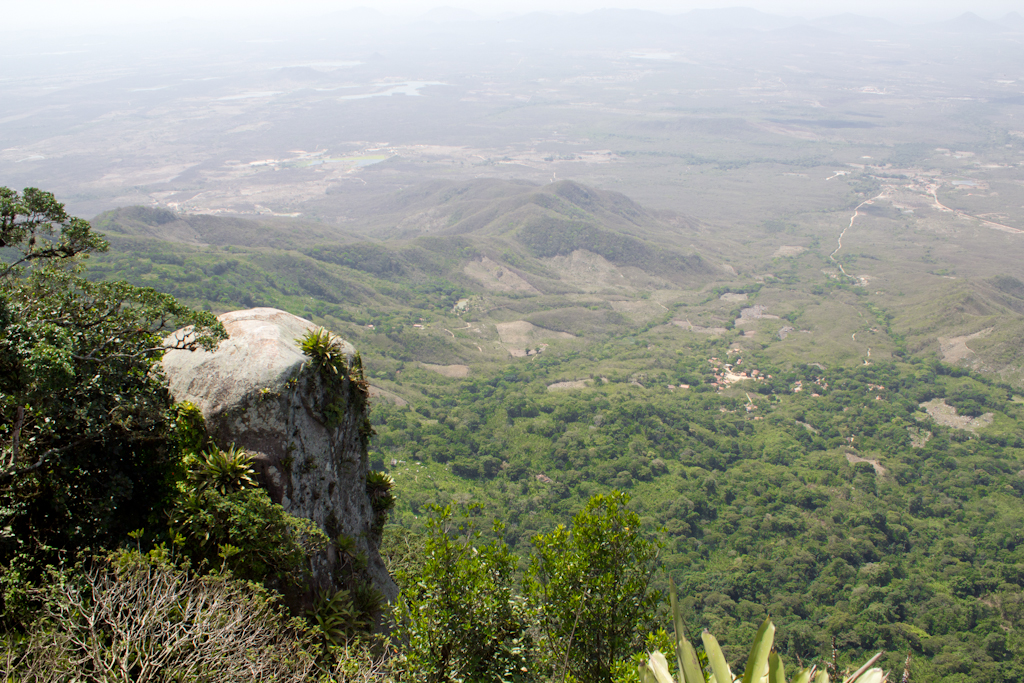
Vista Oeste a partir da Pedra de Rajada

O Pico da Rajada ou Pedra da Rajada é uma formação natural rochosa situada na Serra de Maranguape do município de Maranguape,  situado sob as coordenadas: 3°53'44,2"S e 38°43'20,8"W e com cerca de 1000 metros de altitude. Recebe este nome por conta das intensas rajadas de vento que se percebe no local.
No mapa de 1649, feito por Roberto Caar, este ponto de Serra de Maranguape, já era indicado como o Monte Marangoab.
É um local muito procurado para a prática de ecoturismo, rapel e trekking.
Existem duas trilhas principais para se alcançar a Pedra da Rajada, a partir de Maranguape(A trilha Gavião e a trilha Pirapora). Uma delas parte do bairro da Guabiraba. (Dividida em quatro trechos: o primeiro, de 4 km é uma estrada de calçamento com alguns resquícios de asfalto, propicia a subida com um bom veículo. Nesta trilha podemos encontrar o antigo cruzeiro da Serra de Maranguape. Construído em 1944, ainda se encontra bem conservado, servindo de ponto de encontro para orações.
O segundo trecho da trilha é um caminho de 1km,  onde somente é possível seguir a pé ou em montaria. Aqui inicia-se a aventura propriamente dita. Um caminho sinuoso e muitas vezes enlameado espera os desavisados. É muito importante estar fisicamente apto para enfrentar este desafio de médio impacto. É altamente recomendado que os aventureiros estejam bem calçados e possuam um bom estoque de alimentos saudáveis e energéticos. Esta segunda etapa termina quando alcançamos a Linha da Serra (ponto onde dividem-se as escostas a barlavento e a sotavento). Na sequência temos mais 2,5km de caminhada que alterna subida e descida. Nesta etapa cruzamos por 4 riachos. A vegetação muda e notamos cada vez menos a influência humana na alteração da paisagem natural. O trecho final possui 500m de extensão, mas é extremamente desafiados. Muita lama e um emaranhado de galhos torna a chegada emocionante. São 7 horas de subida.
A outra possibilidade de acesso à Pedra da Rajada inicia a partir do centro da cidade e atravessa a comunidade de Pirapora ao longo do Rio Maranguapinho. Esta ja é uma Linha de alto impacto. Seu percurso até o topo consome mais de 4 horas.Existem diversos casos de pessoas que despreparadas se perderam em meio a mata fechada.
Os percursos Gavião e Maranguapinho possuem um trecho comum já no alto da Serra de Maranguape. Isto ocorre a menos de 200m da chegada ao topo. Podemos considerar então a existência da Trilha Norte (Maranguapinho) e da Trilha Sul (Gavião).
Mesmo sendo somente o terceiro ponto culminante do Ceará a Pedra da Rajada possui uma enorme vantagem: a vista. Situada na região Metropolitana de Fortaleza e com 920m de altitude, nossa visão alcança mais de 100Km. Isto oferece então a observação de toda a cidade de Fortaleza e mais Caucaia, Maracanaú, Aquiraz, Eusébio, Itaitinga e ainda São Gonçalo do Amarante, onde em dias limpos é possível avistar o Porto do Pecém. Assim, a Pedra da Rajada repousa sobre 2,7 milhões de pessoas. Também é possível ver o litoral  desde Cascavel até os limites de Paracuru.
A temperatura média no topo é de 21°C, com mínimos de 14°C no mês de abril. Embora não exista um consenso científico, sabe-se que a todo o ecossistema da Serra de Maranguape já apresenta algumas alterações, como redução de umidade e consequentemente desgastes em fauna e flora. Restam estudos mais detalhados para identificar se tais "alterações" fazem parte de um ciclo natural ou se são sintomas de degradação por ação do homem.
Uma antiga lenda da cidade cita que enormes correntes impedem que a Pedra da Rajada role pelas encostas da Serra e destrua Maranguape. Esta estória ficou muito viva no imaginário de gerações. Nos tempos atuais, após inúmeras visitações ao lugar e a constatação da não existência de tais correntes, a lenda tem ficado meio esquecida e já não é repassada às crianças.
Alem de ser um lugar lindo, é muito bom para acampamentos,descanso espiritual e mental.Garanto a todas pessoas que querem uma aventura ou um lazer prazeroso a visita a serra tanto a pedra de rajada como as cachoeiras que tem pelos caminhos. 